# Tetralix brachypetalus
Tetralix brachypetalus är en malvaväxtart som beskrevs av August Heinrich Rudolf Grisebach. Tetralix brachypetalus ingår i släktet Tetralix och familjen malvaväxter. Inga underarter finns listade i Catalogue of Life.